# Microporella mandibulata
Microporella mandibulata är en mossdjursart som beskrevs av William Roy Branch och Hayward 2005. Microporella mandibulata ingår i släktet Microporella och familjen Microporellidae. Inga underarter finns listade i Catalogue of Life.